# Елимбетово (Абзелиловский район)
Елимбе́тово (баш. Йәлембәт) — деревня в Абзелиловском районе Республики Башкортостан. Относится к Таштимеровскому сельсовету.

## География
Расположена на левом берегу реки Янгельки, в 21 км к северо-востоку от районного центра села Аскарова, в 220 км к юго-востоку от столицы республики города Уфы и в 23 км к северо-западу от города Магнитогорска.
Через деревню проходит региональная автодорога 80К-019 Озёрное отделение совхоза «Красная Башкирия» — Кусимовский рудник.
К востоку от деревни находится озеро Суртанды (Щучье).

## Население
| 1968 | 2002 | 2009 | 2010 |
| ---- | ---- | ---- | ---- |
| 346  | ↗382 | ↘377 | ↘371 |

Согласно переписи 2002 года, преобладающая национальность — башкиры (99 %).

## Известные уроженцы
- Истамгалин, Сафа Галиуллович (13 августа 1924 года — 29 июня 1992 года) — тракторист Центрального отделения совхоза «Урал» БАССР, Герой Социалистического Труда. Депутат Верховного Совета СССР девятого созыва (1974—1979). Участник Великой Отечественной войны.